# Will Rogers
William Penn Adair "Will" Rogers (Oologah, 4 de noviembre de 1879-Point Barrow, Alaska; 15 de agosto de 1935) fue un humorista, comentarista, actor y cowboy estadounidense. 
Conocido como "el hijo favorito de Oklahoma", Rogers nació en el seno de una importante familia de Territorio Indio. Dio la vuelta al mundo tres veces, rodó 71 películas (50 mudas y 21 sonoras), escribió más de cuatro mil columnas periodísticas, y se convirtió en una celebridad mundial. A mediados de la década de 1930 Rogers era adorado por los estadounidenses, y fue la estrella mejor pagada de Hollywood.[cita requerida]

## Primeros años
Su verdadero nombre era William Penn Adair Rogers, y nació en el rancho Dog Iron en Territorio Indio, cerca de la actual Oologah, Oklahoma. La casa en la que nació había sido edificada en 1875 y era conocida como la "Casa Blanca en el río Verdigris." Sus padres, Clement V. Rogers (1839-1911) y Mary America Schrimsher (1838-1890), tenían ascendencia Cherokee, y él mismo era en parte Cherokee. Rogers bromeaba diciendo que sus antepasados no vinieron en el Mayflower, pero que se "encontraron con el barco." Clement Rogers era una personalidad distinguida del Territorio Indio. Fue senador y juez, así como veterano Confederado, y sirvió como delegado de la Convención Constitucional de Oklahoma. Mary Rogers era también parcialmente Cherokee y miembro hereditario del Clan Paint. Ella falleció cuando el actor tenía once años, y su padre volvió a casarse poco antes de cumplirse los dos años del fallecimiento.
Rogers era el menor de ocho hermanos. Recibió su nombre como homenaje al líder Cherokee William Penn Adair. Aparte de él, solo tres hermanas, Sallie Clementine, Maude Ethel, y May (Mary), llegaron a edad adulta. Estudiaron en la Willow Hassel School de Neosho, Misuri,y después en la Escuela Militar Kemper de Boonville, Misuri. Finalizó sus estudios tras el décimo grado (hacia los 15-16 años). Él admitía haber sido un mal estudiante, estando mucho más interesado por los cowboys y los caballos, así como por el manejo de la cuerda y el lazo.

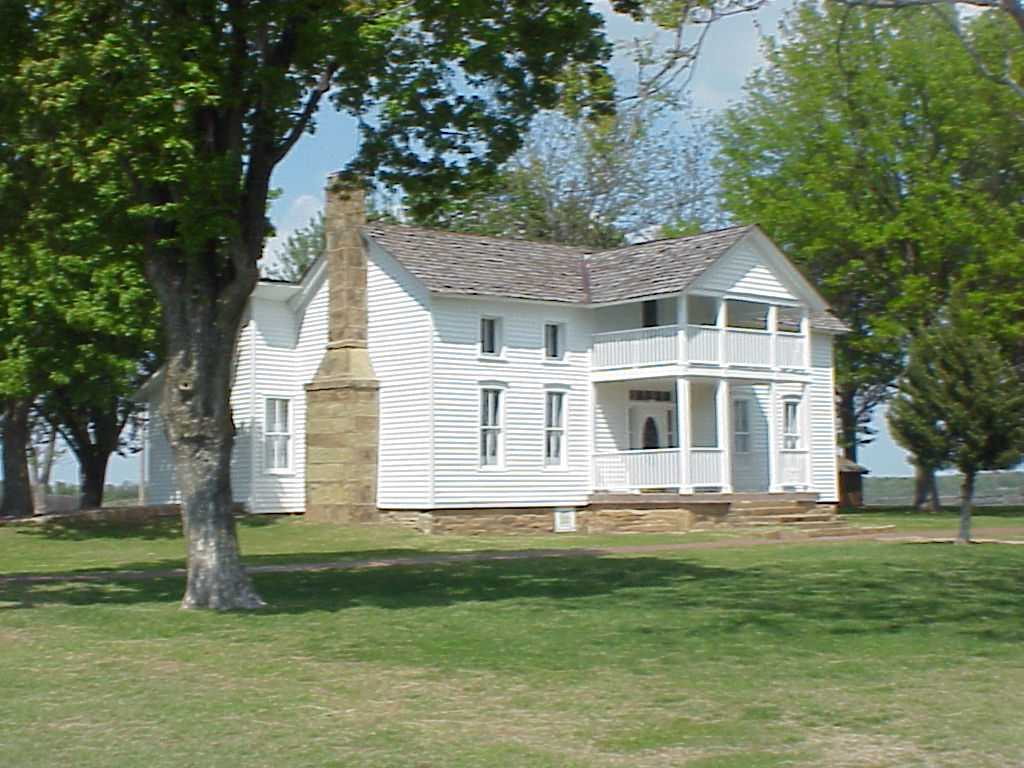
La "Casa Blanca del Río Verdigris", lugar de nacimiento de Will Rogers, cerca de Oologah, Oklahoma.

Tras finalizar sus breves estudios, Rogers trabajó unos años en el Rancho Dog Iron. Hacia finales de 1901, él y un amigo viajaron con la esperanza de trabajar como gauchos en Argentina. Llegaron a Argentina en mayo de 1902, y estuvieron cinco meses intentando ganarse la vida como rancheros en la pampa. Desafortunadamente, Rogers y su camarada perdieron todo su dinero, por lo que decidieron separase, viajando Rogers a Sudáfrica, donde trabajó en un rancho. Posteriormente, todavía en Sudáfrica, encontró ocupación dando espectáculo con su manejo del lazo en el "Texas Jack's Wild West Circus". 
Agradecido por la orientación conseguida en el circo, pero ansioso por trasladarse, Rogers dejó el espectáculo y viajó a Australia. Texas Jack le dio una carta de referencia para el circo Wirth Brothers, y Rogers siguió actuando como jinete y manejando el lazo, trabajando en un número con un poni. Volvió a los Estados Unidos en 1904, y empezó a utilizar su habilidad con el lazo en el ambiente del vodevil.

## Vodevil

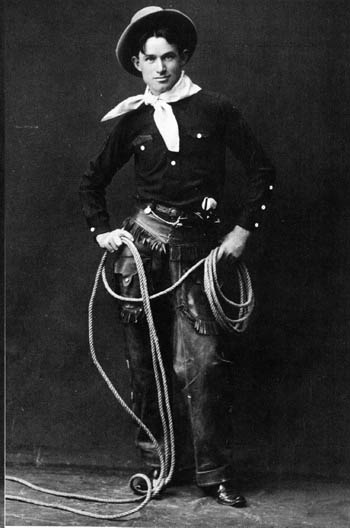
Rogers antes de 1900.

En un viaje a Nueva York, Rogers estaba en el Madison Square Garden cuando un novillo salvaje salió de la pista y empezó a subir a las tribunas. Rogers rápidamente capturó al animal con el lazo con gran alegría por parte del público. El incidente se publicó en primera página en la prensa, ganándose una valiosa publicidad y el interés de la gente por ver más. William Hammerstein fue a ver su actuación de vodevil, y rápidamente contrató a Rogers para actuar en el Victoria Roof con su poni. A lo largo de la siguiente década Rogers estimaba haber trabajado unas cincuenta semanas anuales en el Roof y en la miríada de teatros de vodevil de la ciudad.
En 1908 Rogers se casó con Betty Blake, con la que tuvo cuatro hijos: Will Rogers, Jr. (Bill), Mary Amelia (Mary), James Blake (Jim), y Fred Stone. Bill fue un héroe de la Segunda Guerra Mundial, interpretó a su padre en dos filmes,y llegó a ser miembro del Congreso de los Estados Unidos. Mary fue actriz teatral de Broadway, y Jim un periodista y ranchero; Fred falleció a causa de una difteria a los dos años de edad. La familia vivía en Nueva York, pero iban a Oklahoma en verano. En 1911 Rogers compró un rancho cerca de Claremore, Oklahoma, con la intención de utilizarlos en su retiro.
En el otoño de 1915 Rogers empezó a actuar en el show de Florenz Ziegfeld Midnight Frolic. El espectáculo se celebraba a medianoche en el club de Ziegfeld New Amsterdam Theatre, y al mismo acudían muchos influyentes espectadores. En 1916 la fama de Rogers motivó su compromiso con Ziegfeld Follies. Su trabajo fue alabado por la prensa, con un editorial positivo por parte de The New York Times." Al mismo tiempo Rogers empezó a trabajar en el cine mudo, en concreto para la compañía de Samuel Goldwyn, Goldwyn Pictures. Su primer film fue Laughing Bill Hyde, rodado en Fort Lee, Nueva Jersey, en 1918. Muchos de los primeros títulos cinematográficos se rodaban en Nueva York, por lo que Rogers podía rodar a la vez que ensayaba y actuaba para Follies, para la cual trabajó entre 1916 y 1925.

## Cine
Rogers y su familia se mudaron de modo permanente a la Costa Oeste en 1919, cuando Goldwyn Pictures se trasladó para sumarse al nacimiento de la industria cinematográfica en California. Además de trabajar para Goldwyn, finalizando su contrato en 1921, también filmó la serie de filmes Illiterate Digest para Gaumont Film Company.
Aunque Rogers disfrutaba actuando en el cine, sus interpretaciones en el cine mudo adolecían de las restricciones obvias del medio, pues él había ganado su fama gracias a los comentarios que hacía en sus actuaciones en los teatros. Compensó en cierto modo el problema escribiendo muchos de los intertítulos que aparecían en sus filmes. En 1923 rodó un año para Hal Roach interviniendo en 12 películas. Hizo otros dos títulos mudos y una serie de filmes sobre viajes en 1927, y no volvió a la gran pantalla hasta iniciarse el cine sonoro en 1929.
Entre 1929 y 1935, Rogers fue la estrella de Fox Film (ahora 20th Century Fox). Lejos de ser un intérprete de serie B, Rogers actuó en 21 largometrajes junto a actores destacados, como Lew Ayres, Billie Burke, Richard Cromwell, Jane Darwell, Andy Devine, Stepin Fetchit, Janet Gaynor, Rochelle Hudson, Boris Karloff, Myrna Loy, Joel McCrea, Hattie McDaniel, Ray Milland, Maureen O'Sullivan, ZaSu Pitts, Dick Powell, Bill "Bojangles" Robinson, Mickey Rooney, y Peggy Wood. Fue dirigido tres veces por John Ford.
Con el público cada vez más familiarizado con su voz, fue capaz de interpretarse a sí mismo, sin maquillaje normal, en cada film, trabajando espontáneamente y haciendo sus familiares comentarios sobre la política del momento. El limpio tono moral de sus filmes hizo que en algunas escuelas se hicieran proyecciones especiales de sus producciones. 
Su papel más inusual puede ser el de la primera versión sonora de la novela de Mark Twain Un yanqui en la corte del Rey Arturo. Su fama creció aún más con películas como Young As You Feel, Judge Priest, y Life Begins at 40, con Richard Cromwell y Rochelle Hudson.

## Viajes
Rogers empezó una columna periodística semanal titulada "Slipping the Lariat Over," a finales de 1922. Él ya había publicado un libro de chistes y había iniciado una firme cadena de libros de humor. Mediante la serie de columnas para McNaught Syndicate entre 1922 y 1935, así como por sus actuaciones personales y las emisiones radiofónicas, se ganó la creciente admiración del público estadounidense dando simpáticas pullas sobre los temas del día y sobre personajes destacados, principalmente políticos. Escribía desde un punto de vista imparcial y llegó a hacer amistad con varios presidentes del país. A menudo fue considerado sucesor de personalidades como Charles Farrar Browne y Mark Twain. Rogers no fue el primero en utilizar el humor político ante su público. Antes que él lo había hecho el comediante de Broadway Raymond Hitchcock y en el Reino Unido lo hizo Sir Harry Lauder. Tras Rogers el mejor ejemplo de ese humor es Bob Hope.

Will Rogers, 1941

Entre 1925 y 1928 Rogers viajó a lo largo y ancho de los Estados Unidos dando conferencias. En esa época fue el primer civil en volar de costa a costa con pilotos que transportaban correo aéreo. El National Press Club le llamaba "Embajador Extraordinario de los Estados Unidos." Visitó México, D. F. con Charles Lindbergh como invitado del embajador estadounidense Dwight Morrow, cuya hija, Anne Morrow Lindbergh, posteriormente se casaría con Lindbergh. En años posteriores Rogers siguió dando numerosas alocuciones, e hizo obras de caridad para las víctimas de inundaciones, sequías o terremotos. En 1928 se presentó para Presidente de los Estados Unidos. 
Entre 1930 y 1935 participó en emisiones radiofónicas para Gulf Oil Corporation. Se trataba de un programa semanal, The Gulf Headliners, que fue uno de los de más audiencia del momento.
Hizo un viaje a Oriente en 1931 y a América Central y América del Sur el año siguiente. En 1934 hizo un viaje alrededor del globo y volvió para actuar en la obra de Eugene O'Neill Ah, Wilderness!. Llegó a un acuerdo para rodar la versión cinematográfica de la obra para Metro-Goldwyn-Mayer en 1935, pero por motivos personales decidió aparcar el proyecto, lo cual le permitió volar ese verano con el aviador Wiley Post.
En 1934 Rogers presentó la Ceremonia de los Premios Óscar de 1933, celebrada en el Fiesta Room del Hotel Ambassador de Los Ángeles. Al mismo tiempo empezó a escribir "Will Rogers Says". Literalmente era un telegrama que componía directamente acerca de las noticias del día, y que a menudo aparecía en primeras páginas de sus diarios. 
Por otra parte, se identificó con el Partido Demócrata de los Estados Unidos, y trabajó a favor de Franklin D. Roosevelt. En algún momento se le pidió que se presentara al cargo de gobernador de Oklahoma, a fin de aprovechar su enorme fama.

## Fallecimiento

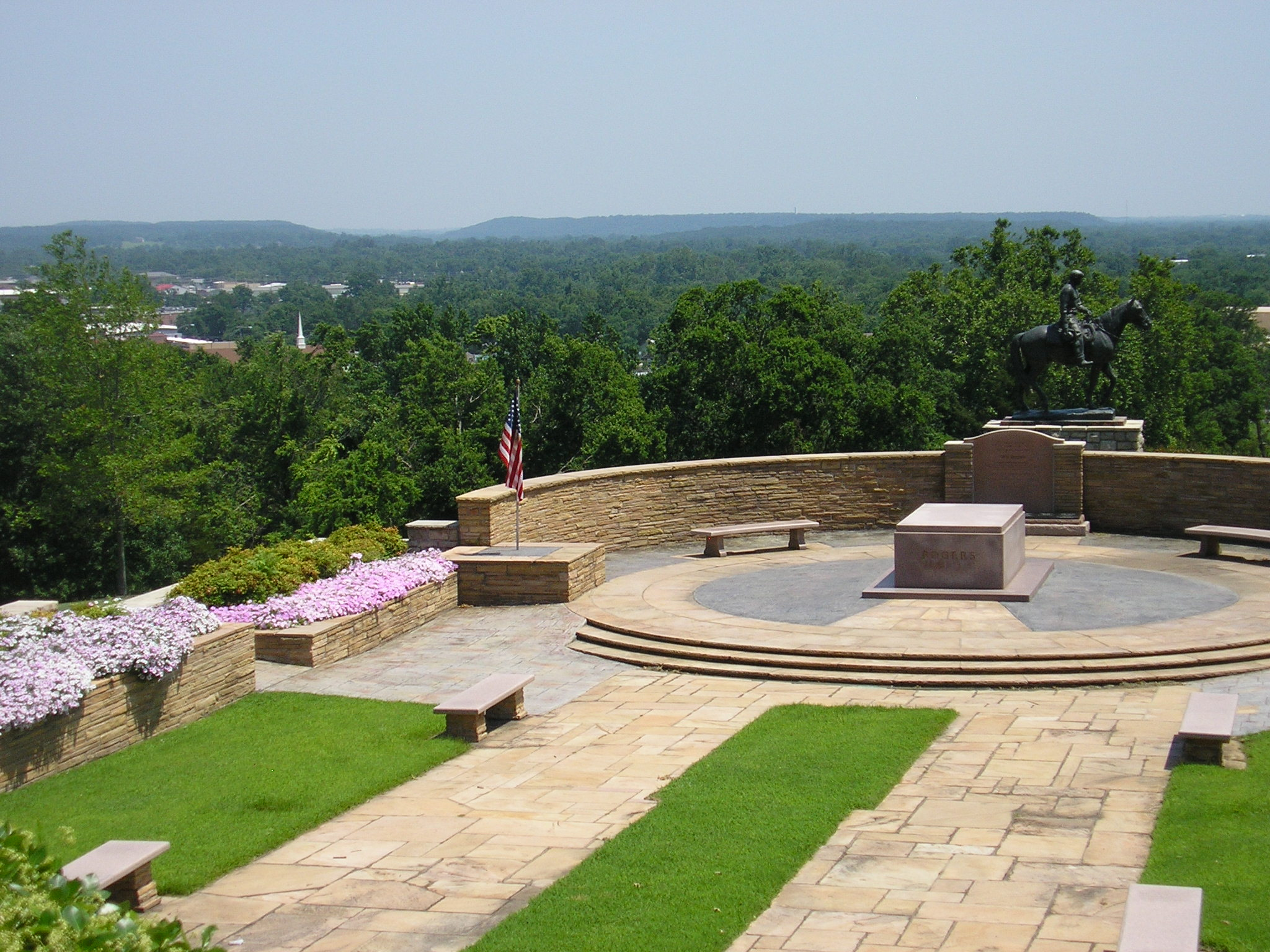
Tumba de Will Rogers en el Will Rogers Memorial, en Claremore, Oklahoma.

En 1935 Post estaba interesado en supervisar una ruta aérea de pasajeros y correo desde la Costa Oeste estadounidense a Rusia. Con pocos fondos, construyó un aeroplano usando partes recuperadas de dos aviones diferentes: el fuselaje era el de un Lockheed Orion y las alas de un experimental Lockheed Explorer. Las alas del Explorer eran seis pies más largas que las del Orion, una ventaja, ya que se ampliaba la autonomía del híbrido. Además, montó flotadores para poder aterrizar en los lagos de Alaska y Siberia. Rogers pidió a Post volar con él a Alaska en busca de nuevo material para su columna periodística. 
Tras una prueba de vuelo en julio, Post y Rogers despegaron a principios de agosto. Mientras Post pilotaba, Rogers escribía sus columnas. El 15 de agosto dejaron Fairbanks, Alaska, para trasladarse a Point Barrow. Se encontraban a poca distancia de Point Barrow cuando necesitaron aterrizar para poder orientarse. Al despegar, el motor falló a poca altura, y el avión cayó a la laguna, donde quedó volcado, falleciendo su tripulación.

## Filmografía

### Cine mudo
- Laughing Bill Hyde (1918)
- Almost A Husband (1919)
- Jubilo (1919)
- Water, Water Everywhere (1919)
- The Strange Boarder (1920)
- Jes' Call Me Jim (1920)
- Cupid The Cowpuncher (1920)
- Honest Hutch (1920)
- Guile Of Women (1920)
- Boys Will Be Boys (1921)
- An Unwilling Hero (1921)
- Doubling For Romeo (1921
- A Poor Relation  (1921)
- The Illiterate Digest (1920)
- One Glorious Day (1922)
- The Headless Horseman (1922)
- The Ropin' Fool (1922
- Fruits Of Faith (1922)
- One Day in 365 (1922) (sin estrenar)
- Hollywood (1923)
- Hustling Hank (1923)
- Two Wagons Both Covered (1923)
- Jes' assin' Through (1923)
- Uncensored Movies (1923)
- The Cake Eater (1924)
- The Cowboy Sheik (1924)
- Big Moments From Little Pictures (1924)
- High Brow Stuff (1924)
- Going to Congress (1924)
- Don't Park There(1924)
- Jubilo, Jr. (1924) (parte de la serie La Pandilla)
- Our Congressman (1924)
- A Truthful Liar (1924)
- Gee Whiz Genevieve (1924)
- Tip Toes (1927)
- A Texas Steer (1927)

Serie 'Travelog'
- In Dublin (1927)
- In Paris (1927)
- Hiking Through Holland (1927)
- Roaming The Emerald Isle (1927)
- Through Switzerland And Bavaria (1927)
- In London (1927)
- Hunting For Germans In Berlin (1927)
- Prowling Around France (1927)
- Winging Round Europe (1927)
- Exploring England (1927)
- Reeling Down The Rhine (1927)
- Over The Bounding Blue (1928)

### Cine sonoro

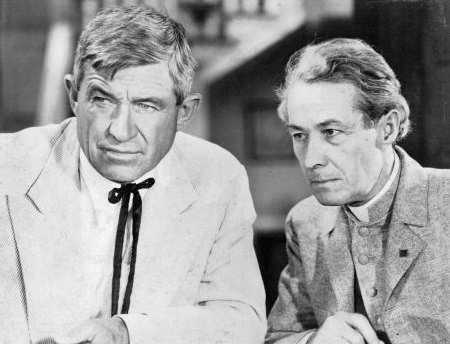
Rogers junto a Henry B. Walthall en una escena de El juez Priest.

- They Had To See Paris (1929)
- Happy Days (1929)
- So This Is London (1930)
- Lightnin (1930)
- Young As You Feel (1930)
- Ambassador Bill (1930)
- Business and Pleasure (1930)
- A Connecticut Yankee (1931)
- Down To Earth (1932)
- Too Busy To Work (1932)
- State Fair (1933)
- El doctor Bull (1933)
- Mr. Skitch (1933)
- David Harum (1934)
- Handy Andy (1934)
- El juez Priest (1934)
- The County Chairman
- Life Begins At Forty (1935)
- Doubting Thomas (1935)
- Steamboat Round the Bend (1935)
- In Old Kentucky (1935)